# Новая Берёзовка (Башкортостан)
Но́вая Берёзовка (баш. Яңы Берёзовка) — деревня в Иглинском районе Республики Башкортостан Российской Федерации. Входит в состав Калтымановского сельсовета.

## География

### Географическое положение
Расстояние до:
- районного центра (Иглино): 15 км,
- центра сельсовета (Калтыманово): 3 км,
- ближайшей ж/д станции (Иглино): 15 км.

## Население
| 2002 | 2009 | 2010 |
| ---- | ---- | ---- |
| 122  | ↘112 | ↘94  |